# Laugenzuflüsse in die Salzbergwerke Südwest-Mecklenburgs
Nichts ist im Salzbergbau alarmierender als das plötzliche Auftreten von Laugen oder gar Wässern, führen sie doch unbeherrscht letztlich zum Ersaufen der betroffenen Bergwerke. Dafür gibt es viele Beispiele, seien es Salz abbauende Schachtanlagen an Salzsätteln (mehrere Gruben im Staßfurter Revier) oder an Salzstöcken (wie die in Südwest-Mecklenburg). Die Laugenzuflüsse dieser mecklenburgischen Kali- und Steinsalzbergwerke Jessenitz und Lübtheen führten nach nur wenigen Jahren Abbautätigkeit zum raschen Ersaufen beider Schachtanlagen. Diese Ereignisse sowie die Laugensituation auf dem Kali- und Steinsalzbergwerk Conow sollen hier im Weiteren betrachtet werden.

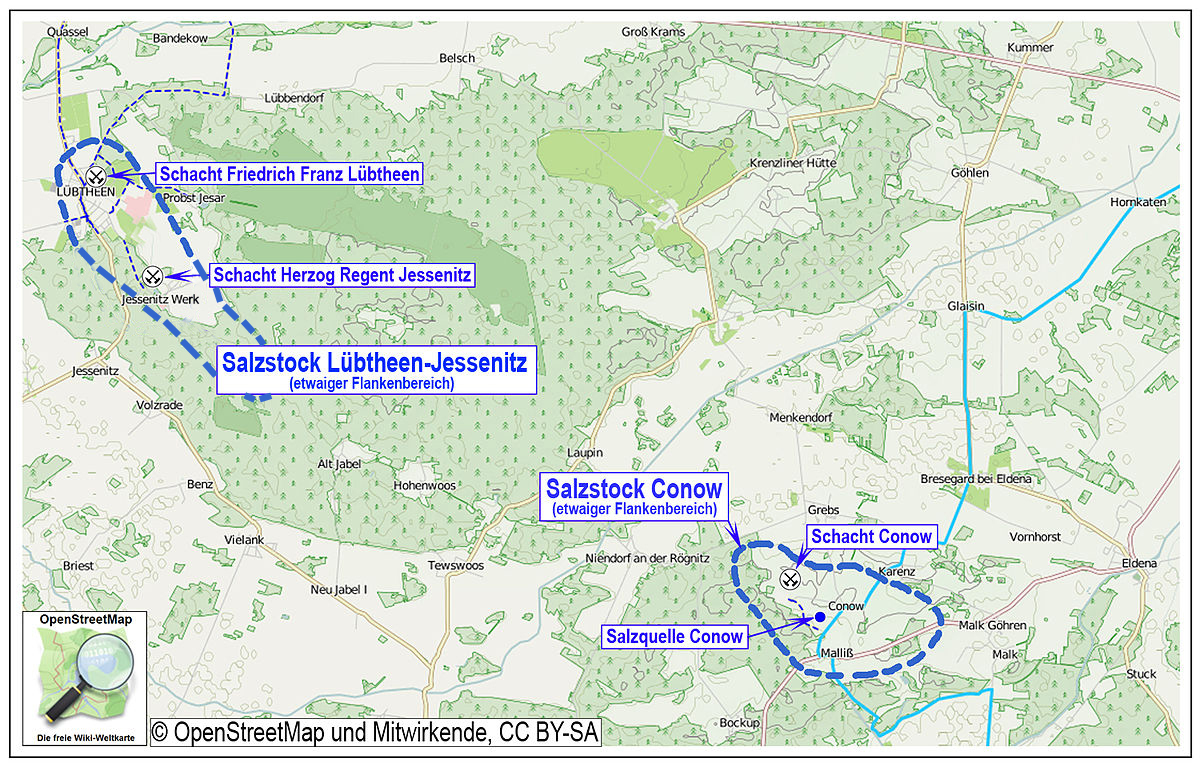
Lage der Salzbergwerke Südwest-Mecklenburgs.

## Vorbemerkungen
Der Untergrund Südwest-Mecklenburgs ist reich an Salzvorkommen, die während des Zechsteins in mehreren Folgen abgelagert wurden. Die Salztektonik in Norddeutschland betrifft vor allem mesozoische und känozoische Schichten und wird durch die Salze der Zechsteinformation verursacht. Mehrere Salzstöcke durchbrachen in Südwest-Mecklenburg die überlagernden Schichten (siehe obigen Kartenausschnitt). Der Gipshut (Caprock) des Salzstockes Lübtheen erreicht sogar die Erdoberfläche. Der hier oberflächig anstehende Gips wurde von 1830 bis 1894 im Tagebau gewonnen und zu Dünge-, Mörtel- und Stuckateurgips verarbeitet. Aber je tiefer der Gips gebrochen wurde, desto salziger waren die zusitzenden Grubenwässer. Die Vermutung, dass unter dem Gips Steinsalz lagert, wurde durch eine Flachbohrung bestätigt.
Die bergmännische Gewinnung von Kali- und Steinsalz aus dem Salzstock Lübtheen-Jessenitz erfolgte zwischen 1900 und 1916 mittels zweier Schachtanlagen, den Kaliwerken Jessenitz und Lübtheen. Aus dem südöstlich vom Salzstock Lübtheen-Jessenitz gelegenen Salzstock Conow wurden von 1914 bis 1926 ebenso Kali- und Steinsalz gefördert.
In heutiger Zeit stehen die Salzstrukturen im Fokus weiterer Nutzungsmöglichkeiten: „Das Steinsalz bietet in den Akkumulationsgebieten wegen seiner mechanischen Eigenschaften ausgezeichnete Möglichkeiten für den Kavernenbau zur unterirdischen Speicherung von Gasen und Flüssigkeiten. Aufgrund der geringeren Tiefenlage richtet sich das Interesse bevorzugt auf die Salzstöcke. In ihrem Kernbereich sind zumeist mehrere tausend Meter Leine- und Staßfurt-Steinsalz steil eingefaltet“.

## Die Laugenproblematik im Salzbergbau allgemein
Jeder Bergbauzweig hat seine besonderen Gefahrenquellen. Der Salzbergbau im Zechstein hat von Anfang an das Wasser und die Laugen als seinen größten Feind fürchten gelernt. Wie ernst diese Gefahr schon einmal beurteilt wurde, kommt sehr treffend in dem um die Jahrhundertwende geprägten Ausspruch zum Ausdruck: „Jedes Kaliwerk muß einmal ersaufen“. Als besonders gefährdet gelten solche Strukturen, bei denen die Kaliflöze und der Hauptanhydrit bis an den Salzspiegel heranreichen. Bei den ersteren ist hinsichtlich der Laugengefahr infolge ihrer Wasserlöslichkeit noch zu unterscheiden zwischen den chlormagnesiumfreien (Sylvinit, Kainit und Hartsalz) und den chlormagnesiumhaltigen Kalisalzen (Carnallit).
Viele wissenschaftliche Untersuchungen und Dokumentationen haben sich dieser Thematik gewidmet. So untersuchten in jüngster Zeit im Rahmen des Forschungsverbundvorhabens „Dynamik abgesoffener oder gefluteter Salzbergwerke und ihres Deckgebirgsstockwerkes“ u. a. Bach die lösekinetischen Vorgänge beim Ersaufen der Staßfurter Kaligruben und Jahnke, Bohn, Walter und Voigt die hydrogeologischen und hydrochemischen Verhältnisse der ehemaligen Staßfurter Kalisalzgruben an der Westflanke des Staßfurter Sattels und des Deckgebirges. Die Untersuchungen dazu sind noch nicht abgeschlossen und können deshalb erst im Abschlussbericht des Verbundvorhabens (voraussichtlich im Jahr 2013) ausgewertet werden.

## Die beiden bergbaulich genutzten Salzstöcke Südwestmecklenburgs

### Die geologischen Verhältnisse
Der Salzstock Lübtheen-Jessenitz streicht in nordwest-südöstlicher Richtung und sitzt einem etwa 17 Kilometer langen und etwa zehn Kilometer breiten nordwestgerichteten Salzfuß auf. Der Salzspiegel liegt bei −240 m NN.
Der Durchbruch des Salzstockes geschah vor ca. 100 Millionen Jahren im Alb. Der weitere Aufstieg des Salzes erfolgte vor ca. 55 Millionen Jahren im Tertiär und seine Hauptentwicklungsphase wird ins Oligozän (vor etwa 25 Millionen Jahren) und Neogen (vor etwa 5 Millionen Jahren) datiert. Auf rezente Aufstiegsbewegungen deutet der Geländeanstieg über dem Salzstock hin.

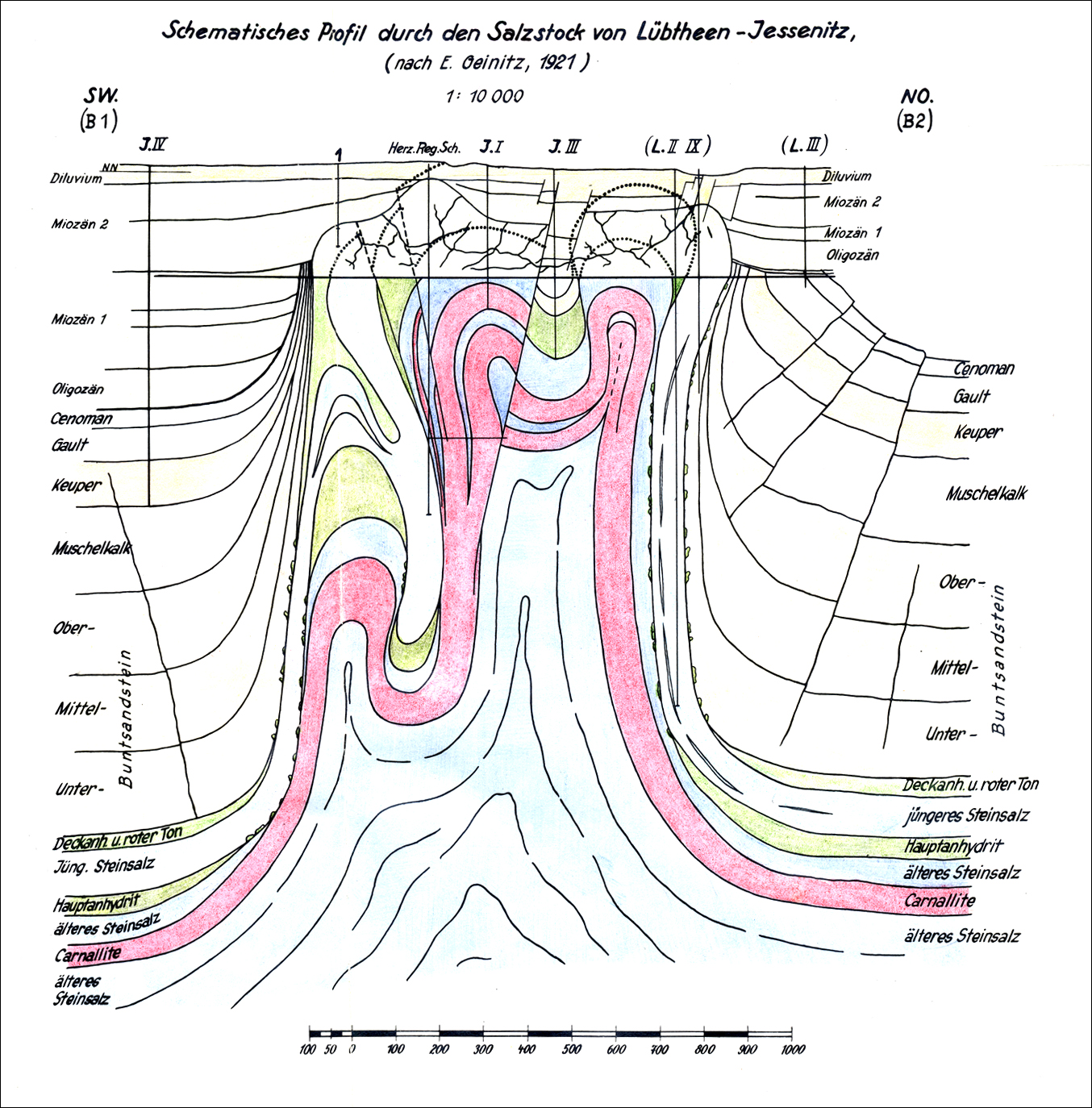
Schematisches Profil durch den Salzstock von Lübtheen-Jessenitz (nach E. Geinitz 1921)

Auch die auf den Salzstock niedergebrachten Tiefbohrungen sowie die bergmännischen Auffahrungen im Bergwerk Jessenitz selbst und die des etwa zwei Kilometer entfernt liegenden Kali- und Steinsalzbergwerkes Friedrich Franz Lübtheen lassen keine ausreichende Klärung des geologischen Baus der Salzstruktur zu. Pleistozäne und tertiäre Schichtenglieder (jünger als eine Million Jahre) bilden das Deckgebirge über dem Salzstock. Unter etwa 2 m feinem gelblichen Heidesand, der vielfach zu Dünen zusammengeführt und von moorigen Niederungen durchzogen ist, folgt das Pleistozän (vor ca. 10.000 Jahren), das aus gelben Sanden und Kiesen besteht. Stellenweise sind diesen mehrere Meter mächtige Geschiebemergelschichten und solche mit groben Geröllen unterlagert. Diese rolligen und bindigen Gesteine erreichen bis zu 40 m Mächtigkeit.
Sogenannte Pingen, die durch Auslaugungen im Salzgebirge, durch Spaltenzüge im darüber befindlichen Gipshut sowie durch salinar-tektonische Störungen entstanden sind, liegen in einer breiten, nordwest-südöstlich verlaufenden Zone über dem Salzstock und lassen dessen Verlauf an der Tagesoberfläche transparent werden. Als wichtigste wären zu nennen der 6,4 Hektar große See in Probst Jesar See, der Große und Kleine Sarm bei Trebs sowie der sogenannte Kirchenversunk bei Volzrade. Weitere kleine Pingen liegen im Forstbereich Kamdohl.
Tertiäre Ablagerungen sind als Tone, Glimmer- und Glaukonit-Sande sowie als „erdige“ Braunkohle vorhanden. An den Flanken des Salzstockes reicht das Tertiär bis in 550 m Tiefe hinab.

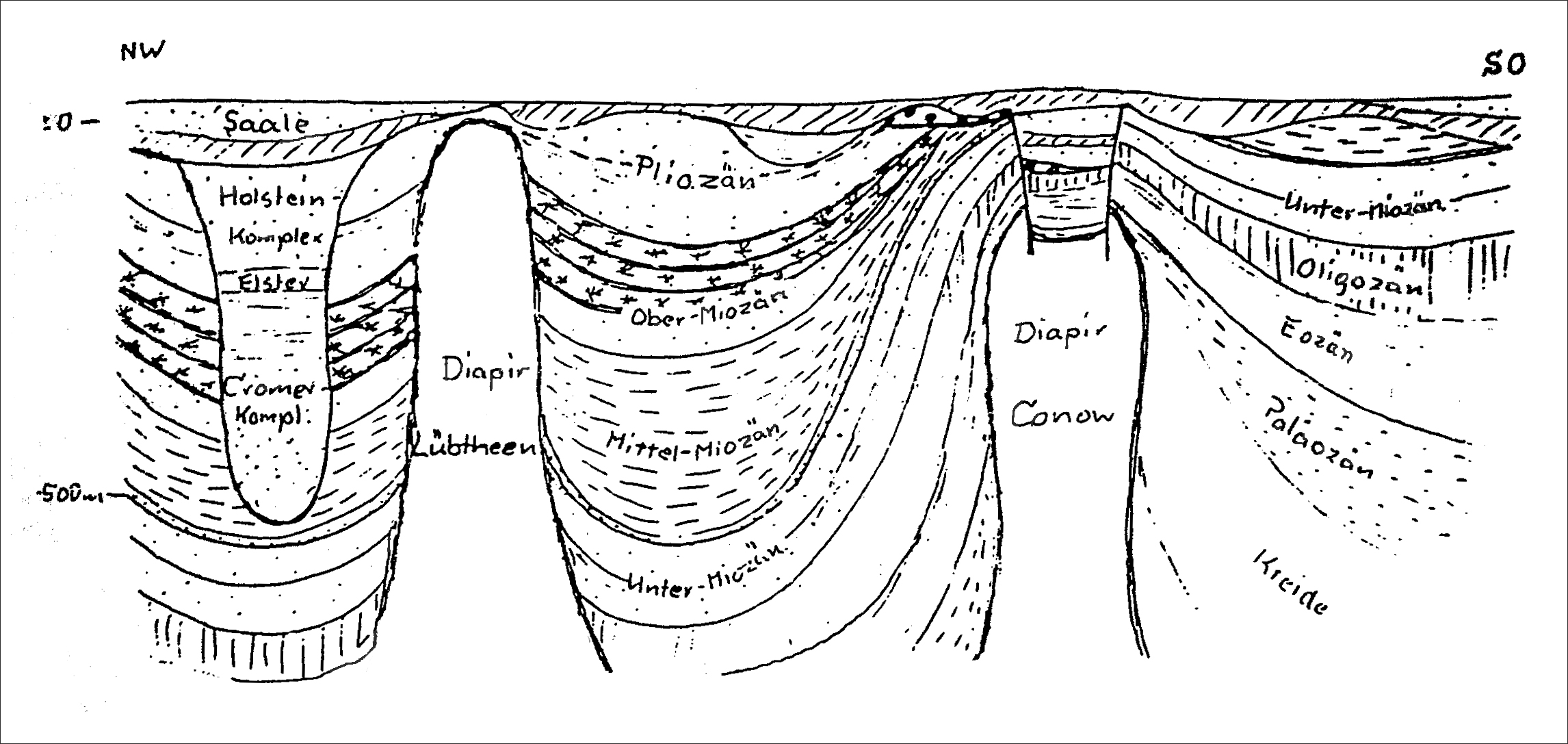
Schematische Darstellung der Salzstöcke Lübtheen-Jessenitz und Conow

Das durch die Grubenbaue der Schachtanlage „Herzog-Regent“ Jessenitz erschlossene Salinar lässt sich generell wie folgt gliedern:
- Zechstein 3 (Z 3, Leine-Serie):

Hauptanhydrit (größtenteils sehr klüftig, A 3); bis 120 m mächtig.
Grauer Salzton (T 3); bis 2 m mächtig.
- Zechstein 2 (Z 2, Staßfurt-Serie):

Deckanhydrit (klüftig und Schlotten führend, A 2r); bis 110 m mächtig.
Rötlichbraunes bis grauweißliches Decksteinsalz (Na 2r); bis 250 m mächtig.
Kaliflöz Staßfurt (K 2, Hangendgruppe; teilweise reinlich-weißer Carnallit); 5 m, in Stauchzonen sogar bis 50 m mächtig.
Steinsalz-Zwischenmittel, bestehend aus grauem Steinsalz, bis 8 m mächtig.
Kaliflöz Staßfurt (K 2, Liegendgruppe; roter Carnallit); 10 m, in Stauchzonen sogar bis 60 m mächtig.
Staßfurt-Steinsalz Na 2.
(Anmerkung: Seit 2007 werden die bisherigen 34 Formationen der Beckenfazies im Zechstein bis auf 7 Formationen reduziert. Zechstein 3 das Kürzel zL, Zechstein 2 das Kürzel zS usw.)
Steile und nahezu senkrechte Schichtenstellung, Umbiegungen, Verjüngungen und Auskeilungen von Schichtengliedern deuten auf starke salztektonische Bewegungen hin. Trockene sowie auch laugen- bzw. gaserfüllte Klüfte wurden durch die Bohrungen und bergmännischen Auffahrungen reichlich angetroffen. So erschloss man bereits beim Schachtabteufen in 508 m Teufe am westlichen Stoß eine bis 50 cm weite, offene, trockene und z. T. mit Gasen erfüllte Kluft zwischen Carnallit und Steinsalz, welche parallel zur Schichtung verlief und auf ca. 12 m im Streichen und ca. 20 m im Einfallen verfolgt werden konnte. Die feingefurchte Oberfläche der Steinsalzschicht sowie dessen Gefügeaufbau charakterisierte diese als Rutschfläche. Das Einfallen dieser Rutschfläche betrug 75–80 Grad nach Osten. In der 600-m-Sohle war diese Kluft noch deutlicher erkennbar. Rutschflächen ohne Klüfte wurden noch an weiteren Stellen der Grubenaufschlüsse angetroffen, so z. B. zwischen den Abbauen 4 und 5 in der 584-m-Sohle und auch am nördlichen Ende des Abbaufeldes an der Grenze zum umgebenden Steinsalz.
Die Hauptstörungen verlaufen teilweise bis ins Deckgebirge, sind aber gegen das Oberflächenwasser durch Verkittung oder den wieder zusammengepressten Ton abgeschnitten und geschützt.
Im Bereich des "Friedrich Franz"-Schachtes" Lübtheen sind die Salzstockflanken relativ steil bis senkrecht; im südwestlichen Randbereich auch überkippt. Nach GEINITZ schließt sich hieran in Fortsetzung der Salzstruktur noch eine zweite salinare Aufpressungszone an. In unmittelbarer Nähe des Schachtes trat der Gipshut als unerhebliche flache Kuppe zutage; der sogenannte „Gipsberg“.
In den Bohrungen und Grubenbauen wurde nachstehende Schichtenfolge angetroffen:
- Zechstein 3 (Z 3, Leine-Serie):

Hauptanhydrit (Gips und Anhydrit, oben z. T. mit Dolomit und Ton, A 3); 200 m mächtig.
Grauer Salzton (T 3); 3 m mächtig
- Zechstein 2 (Z 2, Staßfurt-Serie):

Rotes Steinsalz mit Kieserit und Boracit (Decksteinsalz, Na 2r), 1,5 m mächtig.
Kaliflöz Staßfurt (K 2, Hangendgruppe; weißer Carnallit, 20–25 % KCl), 28 m mächtig.
Steinsalz-Zwischenmittel, bestehend aus grauem Steinsalz (5 m mächtig); einem sog. „schwarzen Streifen“ (0,05 m mächtig); rötliches Steinsalz (2,5 m mächtig).
Kaliflöz Staßfurt (K 2, Liegendgruppe; rötlicher Carnallit, 14–17 % KCl), 8 m mächtig.
Staßfurt-Steinsalz Na 2.
Der Querschlag 2 traf auf der 500-m-Sohle im südlichen Grubenfeld zwei Hartsalzstränge in unmittelbarer Nachbarschaft zum roten Salzton. Das Hartsalz hat 18–35 % KCl, im Durchschnitt 20 % K2O. Nach Richter ist es als lokale Kalisalz-Einlagerung aufzufassen.
Der Salzstock Conow  misst im 500-Meter-Teufenbereich etwa 21,125 km2. Die Flanken des Salzstockes sind recht unterschiedlich ausgebildet. Das Entstehungsalter dieser Salinarstruktur dürfte sich mit dem des Salzstockes Lübtheen-Jessenitz decken. Der Salzspiegel liegt bei −115 m NN.

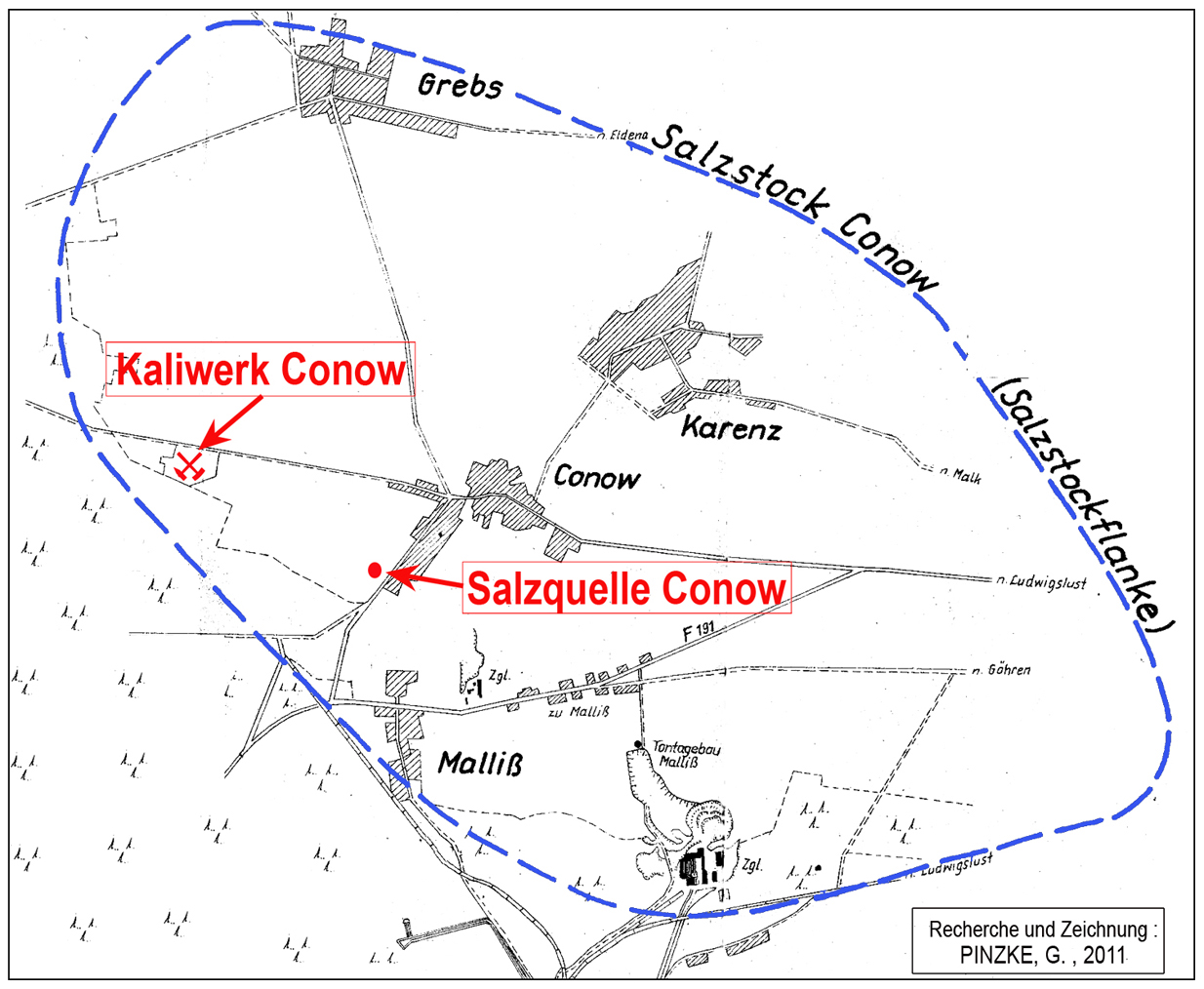
Ungefähre Lage des Salzstockes Conow, des Kaliwerkes und der Saline Conow

Nach Nordosten zeigt dieser Evaporitdiapir die flachste Flankenneigung (etwa 20 Grad bis 900 Meter Teufe), weiter nach Nordwesten nimmt die Neigung zu. Der nordwestliche bis südwestliche Flankenbereich zeigt einen Flankenüberhang, daran anschließend bis Südosten folgt eine senkrechte Flankenstellung bis etwa 500 m Teufe, die dann auf etwa 45 Grad abnehmend ist. Bei einem Generaleinfallen des Salzstockes in NNO-SSW'licher Richtung ist ein OSO-WNW'liches Streichen feststellbar.
Quartäre und tertiäre Schichten bilden das Hangende des Salzstockes. Das Quartär ist durchschnittlich 25–30 m mächtig und besteht aus Wechsellagerungen von gelbem Geschiebelehm und grauem Geschiebemergel mit gelbem Sand.
Das Tertiär über dem Salzstock schwankt in seiner Mächtigkeit zwischen 25 und 80 m. Vertreten sind schwarzgrauer, glimmerhaltiger Ton und ebensolcher Sand, die wohl dem Miozän zuzurechnen sind sowie schwarze fette Tone. Insbesondere ist es Septarienton, sowie glaukonit- und glimmerhaltige Sande des Ober- bis Unter-Oligozäns. Die in den Bohrungen und Grubenbauen angetroffenen salzführenden Schichten sind den oberen Zechsteinfolgen zuzuordnen.
Es konnten nachstehende Schichtenfolgen des Zechsteins festgestellt werden:
- Leine-Serie: Zechstein 3: mit Tonmittelsalz, Schwadensalz, Anhydritmittelsalz, Orangensalz, Liniensalz sowie dem Hauptanhydrit.
- Staßfurt-Serie: Zechstein 2: mit dem Kalisalzflöz Staßfurt und dem Staßfurtsteinsalz resp. den Hartsalz-Lagern A und B sowie dem Carnallit-Lager C.

Durch die Bohrungen Conow I bis IV (Bohrprofile siehe rechts als PDF-Datei) und den Schacht wurde zunächst der in seinem oberen Teil zum Gipshut umgewandelte und stark zerklüftete Hauptanhydrit aufgeschlossen. Seine Oberkante liegt bei −5 m-NN, zu den Flanken hin fällt er stark ab. Anhydrit bzw. Gips reichen bis zu dem über dem Salzstock bei −114 m-NN liegenden Salzspiegel; seine Mächtigkeit beträgt durchschnittlich 110 m.
FULDA berichtet, dass die Flöze Ronneberg und Riedel der Leineserie nirgends festgestellt wurden. Beim Auffahren der Hauptquerschläge wurden gelegentlich schmale Kalischichten durchfahren. Es könnte sich bei diesen um die ausgewalzten Reste dieser Flöze handeln.
Über den Teil des Salzstockes, der das Südfeld der 480-m-Sohle etwa ab Blindschacht II überlagert, sind geologische Informationen nicht vorhanden. Man hat sicherlich aus Gründen der im oberen Salzstock bestehenden Laugeneinbruchsgefahr auch von dem Vorantreiben eines Untersuchungsquerschlages vom Füllort der 380-m-Sohle nach Süden Abstand genommen. Das durch die Grubenbaue erschlossene Salinar hat bei fast senkrechtem Einfallen die Streichrichtung OSO nach WNW.
Zwischen den einzelnen Strängen des Kalilagers tritt Jüngeres und Älteres Steinsalz in buntem Wechsel auf. Die steile Schichtenstellung, die Umbiegungen und Stauchungen, die Verdrückungen, Rutschflächen, Klüfte, Gas- und Laugeneinschlüsse zeugen von starken tektonischen Bewegungen, denen der Salzstock bei seinem Aufsteigen auf Bruchspalten ausgesetzt war.

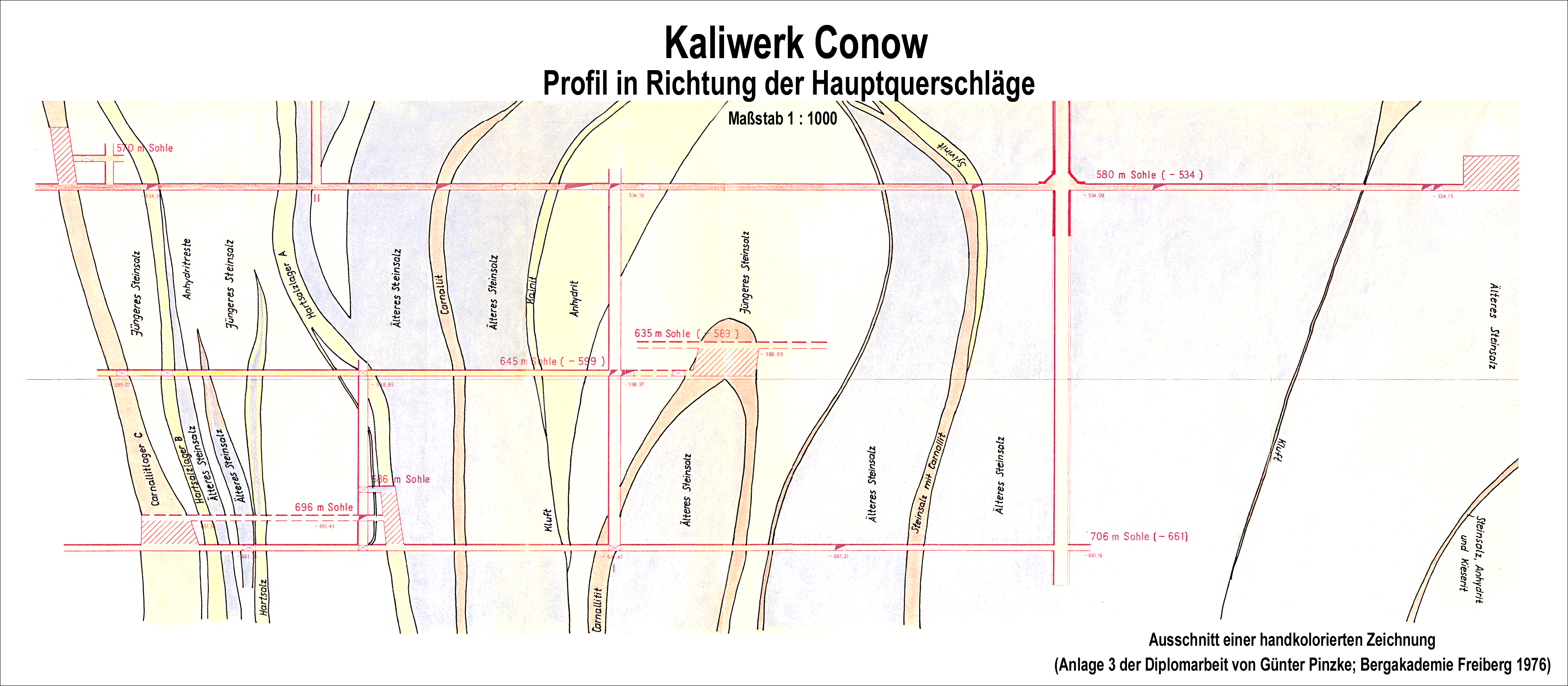
Darstellung der starken Wechsellagerung steilstehender salinarer Schichten im Kaliwerk Conow

Die Mächtigkeit der Kalisalzschichten variiert von dünnen ausgewalzten Schnüren mit wenigen Zentimetern Mächtigkeit bis zu Staumassen von annähernd 55 m Mächtigkeit.
Die wichtigsten Kalisalzlager sind:
- Das Lager A besteht aus Hartsalz von durchschnittlich 13 bis 15 % K2O mit einer Mächtigkeit von 20 m; am Liegenden kommt stellenweise Langbeinit vor.
- Das Lager B enthält Hartsalz von durchschnittlich 13 bis 15 % K2O, nach Westen geht es allmählich in Carnallit über. Es erreicht eine Mächtigkeit von 4 bis 10 m.
- Das Lager C hat Brekzienstruktur, ist 4 bis 15 m mächtig und führt Carnallit von 9 bis 10 % K2O. Es geht nach oben zu zwischen der 530- und 480-m-Sohle in Kainit über. Stellenweise führt es auch Kieserit. Die ursprüngliche Schichtung dieses kieseritischen Carnallitits ist in der Nähe des Nebengesteins oft gut erhalten, sonst durch Brekzienbildung verwischt.

In einer Entfernung von rund 500 m südöstlich des Schachtes biegt das Lager um; es ist hier gestaucht worden und erweitert sich zu einer carnallitischen Staumasse von 55 m Mächtigkeit. Ein Strang setzt von der Umbiegungsstelle nach Westen rund 400 m weit in das Jüngere Steinsalz hinein. An der Umbiegungsstelle kommt reiner weißer Carnallit vor, vermutlich infolge der tektonischen Vorgänge metamorph entstanden. Bis zu dieser Umbiegungsstelle des Lagers C steht dem gesamten südlich erschlossenen Grubenteil ein bis zu 75 m mächtiger Anhydritkeil entgegen. Dabei muss es sich bereits um Anhydrit der Salzstockflanke handeln. Die Richtigkeit dieser Annahme bestärkt der Vergleich der so markierten Salzstock-Begrenzungslinie (siehe Abbildung oben links) mit dem Ergebnis der reflexionsseismischen Untersuchungen aus dem Jahre 1969.

### Die hydrogeologischen Verhältnisse
Das Talsandgebiet zwischen Sude und Rögnitz ist allgemein wasserreich. Der Grundwasserspiegel des Salzstockes Lübtheen-Jessenitz – im Bereich des Schachtes Jessenitz – liegt etwa 5 m unter Gelände; die Fließrichtung des Grundwassers ist generell West bis Südwest. Der kavernöse bis klüftige Ablaugungsbereich über der Salzstruktur, der sogenannte Gipshut oder Caprock, ist ab einer Tiefe von etwa 150 m stark salzwasserführend. Die Wasserzuflüsse während des Niederbringens des Schachtes überstiegen teils 40 m3 pro Minute und waren, wie noch im weiteren geschildert, Anlass erheblicher Abteufschwierigkeiten.
Im Bereich des „Friedrich-Franz-Schachtes“ liegt der Wasserspiegel etwa 1,0 bis 3,5 m unter Gelände. Im unmittelbaren Schachtbereich selbst lag der höchstgemessene Grundwasserstand bei −14 m NN. Circa 100 m nördlich des Schachtes verläuft in ost-westlicher Richtung eine Grundwasserscheide. Dementsprechend ist die Grundwasserfließrichtung im Schachtbereich etwa SSW. Erhöhte Chloridgehalte lassen die Korrespondenz zu Ablaugungslösungen im tieferen Untergrund erkennen. Auch im Gipshut ist eine starke Salzwasserführung vorhanden. So betrugen die Zuflüsse im Gipsbruch im Jahre 1896 bei 12 m Teufe 27 m3/min bei einem Salzgehalt von circa 45 g/l. Selbst in 224 m Teufe wurde eine völlig „unverkittete“ Kluft im Gips angetroffen, welche durch ihre enorme Salzwasserführung erhebliche sekundäre Abdichtungsarbeiten im Cuvelagestrang der Schachtverkleidung bis Januar 1908 erforderlich machten. Offene und Salzlösungen führende Klüfte in einer circa 3 m mächtigen langbeinitisch-sylvinitischen Übergangsschicht im Liegenden des Kalilagers auf der 430-m-Sohle führten letztlich zum Ersaufen dieser Schachtanlage.
Die hydrogeologischen Verhältnisse im Bereich der pleistozänen Sedimente des Salzstockes Conow wurden durch Wehring untersucht. Das Untersuchungsgebiet umfasste mit rund 7 km2 den Raum zwischen Grebs und Conow. Die hydrogeologischen Verhältnisse sind durch die Lage im Topbereich des Salzstockes Conow geprägt. Durch Einsturz des Strukturscheitels – Geinitz nimmt selbst postglaziale Bewegungen an – sind umfangreiche Störungszonen entstanden. So grenzen beispielsweise pleistozäne und miozäne Sande unmittelbar aneinander.
Die den Salzstock überlagernden Lockersedimente werden durch bindige Zwischenlagerungen (Geschiebelehm und -mergel, Septarienton) in drei relativ mächtige Grundwasserleiter gegliedert. Sie stehen untereinander in Verbindung. Etwa im Topbereich des Salzstockes, in Nähe des Schachtes – der genaue Verlauf konnte bislang nicht zweifelsfrei nachgewiesen werden – verläuft in ostwestlicher Richtung eine Grundwasserscheide.
Der Gipshut führt auf zahllosen mit Kies und Sand gefüllten Spalten und Klüften salzhaltiges Wasser. In welchem Maße ein Abfließen dieser Wässer über die Salzstockflanken hinweg stattfindet, kann nicht ausgesagt werden. Fest steht – u. a. durch die bestehende Verbindung der Grundwässer zu den Gipshutwässern und das Vorhandensein der Solquelle südwestlich von Conow nachgewiesen – dass ein solcher Vorgang stattfinden muss, was letztlich zu einem kontinuierlichen Absinken des Salzspiegels führt.

## Die Laugenproblematik im Salzbergbau Südwest-Mecklenburgs

### Das Ersaufen der Schachtanlage Jessenitz

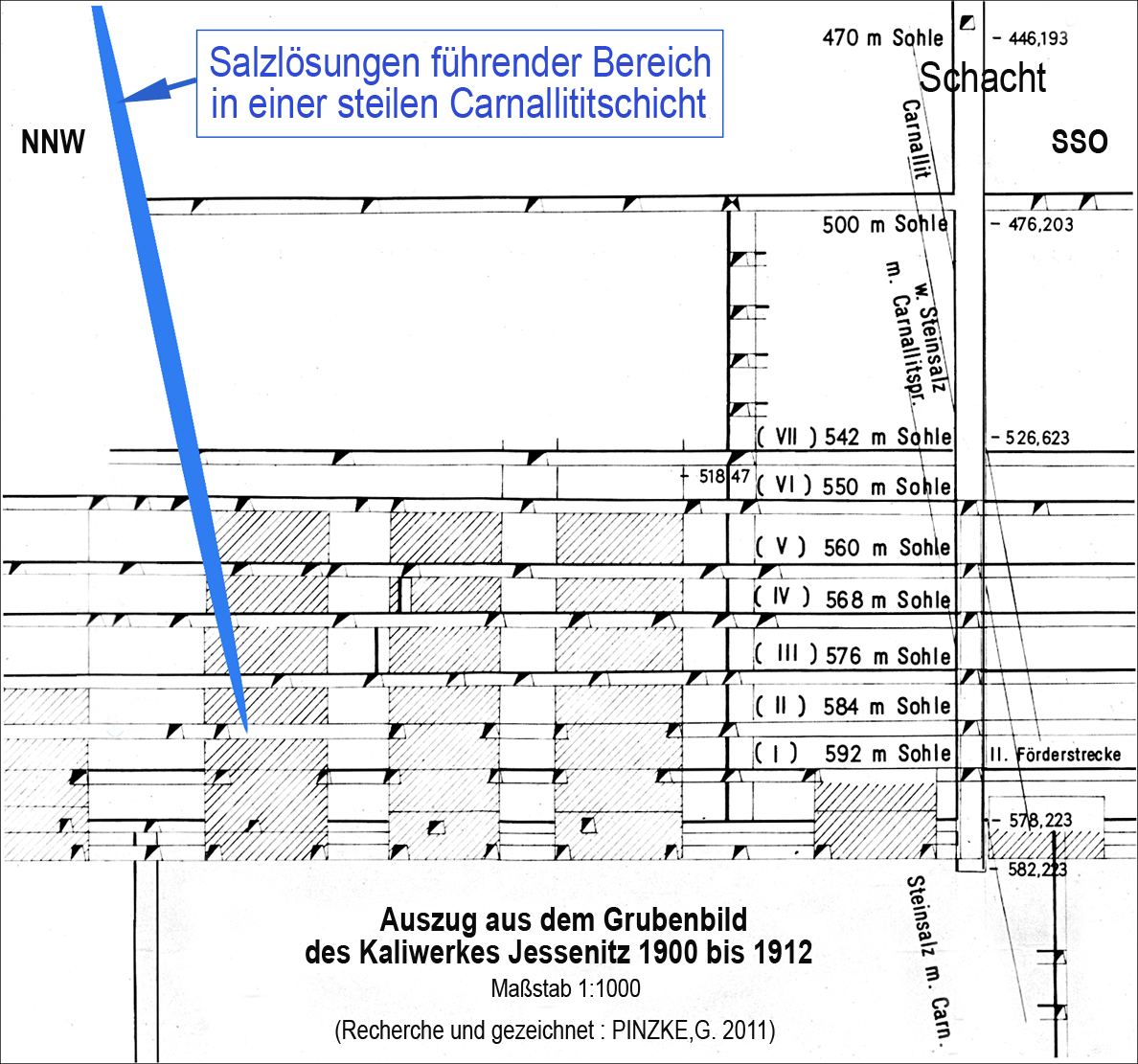
Der Zutrittsbereich der Lösungen bzw. Wässer, welche zum Ersaufen des Grubengebäudes führten

Bereits im Jahre 1902 wurde auf der 542-m-Sohle, in einer rund 150 Meter nördlich des Schachtes gelegenen steil aufgerichteten Carnallititlage, im Liegenden der zu Abbau 5 Nord führenden Versatzstrecke eine Laugenstelle angetroffen. Die zusitzenden Lösungen waren gesättigt; ihre Menge betrug wenige Liter pro Minute. Auch an anderen Stellen des gleichen stratigraphischen Bereiches zwischen der 542- und 584-m-Sohle traten mehr oder weniger gesättigte Salzlösungen aus. Einige von diesen versiegten nach kurzer Zeit.
Weitere Laugenzuflüsse bemerkte man ab 1906 im Abbau 3a der 584-m-Sohle (Zuflüsse: November 1906: 3 l/min; Juni 1908: 3 l/min; März 1911: 6 l/min) und ab 1910 auch im Abbau 2 Nord der 576-m-Sohle (Zuflüsse: Dezember 1910: 1 l/min; Januar 1911: 2 l/min;). Anfang Juni 1912 wurde plötzlich eine starke Zunahme der Schüttung der Laugenstelle auf der 542-m-Sohle festgestellt. „Die Mengen der Zuflüsse betrugen in den ersten Tagen des Juni 1912 ca. 60 Liter in der Minute, stiegen langsam bis 9. Juni auf ca. 450 Liter pro Minute, gingen sodann einige Tage wieder auf 150 bis 200 Liter pro Minute zurück und stiegen am 13. Juni wieder auf ca. 360 bis 450 Liter in der Minute; bei Wiederaufnahme der Messungen am 23. Juni ergab sich ein Zufluss von ca. 2000 Litern in der Minute, welcher sich am 24. Juni weiterhin so vergrößerte, dass die Grubenbaue und der Schacht am 24. und 25. Juni gänzlich unter Wasser gesetzt wurden“.
Diese Lösungszuflüsse flossen durch die Versatzstrecke in den noch nicht ganz bis zur Firste verfüllten Abbau 5 Nord und durch diesen hindurch unter Fortspülung eines Teils des eingebrachten Sandversatzes durch den Bremsberg 1 Nord zur 604-m-Sohle (siehe rechte Tabelle). Der größte Teil dieser Salzlösungen wurde in Förderwagen gepumpt und nach über Tage gebracht. Der kleinere Teil floss schließlich über die 676-m-Sohle und speziell verlegte Rohrleitungen zur 700-m-Sohle, um auch von hier mit Förderwagen nach über Tage verbracht zu werden.
| Datum         | Dichte in °Bé | KCl    | NaCl   | MgCl2  | Cl     | SO3   |
| ------------- | ------------- | ------ | ------ | ------ | ------ | ----- |
| 1. Juni 1912  | 31,25         | 6,1 %  | 6,2 %  | 26,7 % | 24,1 % | 2,7 % |
| 8. Juni 1912  | 29,50         | 9,1 %  | 11,9 % | 17,1 % | 22,4 % | 2,0 % |
| 10. Juni 1912 | 29,50         | 9,9 %  | 12,5 % | 15,9 % | 22,4 % | 2,0 % |
| 13. Juni 1912 | 28,75         | 11,2 % | 15,7 % | 11,5 % | 21,8 % | 1,7 % |
| 23. Juni 1912 | 28,25         | 11,9 % | 22,3 % | 4,2 %  | 21,5 % | 0,8 % |
| 24. Juni 1912 | 28,00         | 11,8 % | 22,1 % | 4,4 %  | 21,5 % | 0,8 % |

Einhergehend mit diesen verstärkten Zuflüssen bemerkte man auch im Bereich zwischen den 542- und 600-m-Sohlen Knistergeräusche. Später, etwa ab dem 5. Juni 1912, wurden sogar donnerartige Schläge im Gebirge mit nachfolgendem Geknister registriert. Die Untersuchungen der Lösungen ergaben einen steten Abfall des Magnesiumchloridgehaltes von anfangs rund 350,57 g/l auf nur noch 56,32 g/l bei Zunahme des Natriumchloridgehaltes von 81,41 g/l auf etwa 282,88 g/l. Die Herkunft dieser Lösungen aus dem Ablaugungsbereich des Salzstockes war somit zweifelsfrei nachgewiesen. Dies bestätigten auch die Beobachtungen der Wasserstände in den umliegenden Gewässern (Probst Jesar See, Großer Sarm) sowie der Brunnen. Die Betriebsleitung erkannte, dass die Zuflüsse auf Dauer nicht beherrschbar waren und entschloss sich, das Grubengebäude unterhalb 500 m aufzugeben. Ab hier war der Schacht unversehrt und trocken und man wollte von hier aus den Abbau weiterführen. Doch diese Hoffnung erfüllte sich nicht.
Betriebsführer Kulle vermerkte in einem Schreiben an das Bergamt am 17. Juni 1912: „Zu Vorstehendem ist noch zu bemerken, dass am 13. d. M. nachmittags gegen 4 Uhr ein besonders heftiger donnerartiger Schlag mit anschließendem anhaltenden Geknister in der Grube gehört worden ist und dass sich derartige Schläge alsdann in Zwischenräumen von 10 Minuten bis zur Ausfahrt der letzten Personen aus der Grube gegen 6 Uhr nachmittags ständig wiederholt haben. Diese Schläge wurden innerhalb des gesamten Grubengebäudes zwischen der 600- und 500-m-Sohle von sämtlichen daselbst anwesenden Personen festgestellt“.
Am Nachmittag des 24. Juni 1912 verstärkten sich die Zuflüsse derart, dass das gesamte Grubengebäude innerhalb weniger Stunden ersoff. „Beamte, welche am 24. Juni vormittags eingefahren waren, fanden um 1100 den Bau noch trocken, die Zuflüsse nicht stärker, auf der 700-m-Sohle 60 cm Wasserstand. 3/4 1 am Füllort der 600-m-Sohle befindlich, wurden ihnen plötzlich von einem starken Luftstrom die Lampen verlöscht und bemerkten sie von Nord und Süd mit großer Geschwindigkeit herausströmendes Wasser, welches um den Schacht herumschlug und in das etwa 10 m entfernte Gesenke abstürzte. Am Vormittag des 25. stand das Wasser im Schacht 41 m unter Tage. Hier stieg es noch bis zum 29. auf 35 m, um dann am 19. Juli auf die Höhe von 38 m zurückzugehen, bei welcher er (bis auf eine kleine Schwankung) bis Mitte August verblieben ist“.

### Das Ersaufen der Schachtanlage Lübtheen
Bereits 1905 wurden auf der in nordöstlicher Richtung angesetzten 430-m-Sohle mehrere Laugenstellen – bereits beginnend in der Schachtumbruchstrecke – angefahren. Diese waren an eine ca. 4 m unterhalb des unteren Kalilagers vorhandene poröse langbeinitisch-sylvinitische Übergangsschicht vom Staßfurt-Steinsalz (Na 2) zum Kaliflöz Staßfurt (K 2) gebunden. Nach Lage der Auffahrungen und des Dammtors muss die Schüttung dieses Laugenhorizontes nach Norden hin weitaus ergiebiger gewesen sein als im gleichen stratigraphischen Bereich in Schachtnähe, sonst hätte man sicherlich von vornherein auf das weitere Auffahren dieser Strecke verzichtet bzw. wäre der Abschluss der Laugenstelle durch einen 13-m-Mauerdamm nicht notwendig gewesen (siehe Abbildung rechts). Über Mengen und Chemismus der zusitzenden Lösungen sind folgende Zahlenangaben in den archivierten Bergamtsakten zu finden: (siehe nachstehende Tabelle; Angaben in Masse-Prozent):
| Datum              | MgCl2 | MgSO4 | KCl | NaCl | Schüttung                                 |
| ------------------ | ----- | ----- | --- | ---- | ----------------------------------------- |
| 6. Mai 1907        | 32    | 5     | 0,2 | 0    | 0,8 l/min                                 |
| 7. Juni 1907       | 24    | 8     | 5,8 | 4,9  | keine Angabe                              |
| 3. Juli 1907       | 21    | 10    | 1,7 | 6,9  | keine Angabe                              |
| 9. August 1907     | 15    | 12    | 3,8 | 10,4 | lfd. Anstieg vor Schließen des Mauerdamms |
| 28. September 1907 | 13    | 12    | 4,8 | 10,8 | dito                                      |
| 4. Oktober 1907    | 8     | 12,8  | 6,6 | 11,0 | 75 l/min                                  |
| 7. Oktober 1907    | 5,7   | 13,8  | 6,8 | 16,2 | keine Angabe                              |
| 25. Oktober 1907   | 4,7   | 12,5  | 7,0 | 26,4 | keine Angabe                              |

Im Betriebsplan für das Jahr 1910 wird über eine Laugenstelle in der östlichen Füllortstrecke der 430-m-Sohle, nur 2 m vom Schacht entfernt, berichtet: „..am südlichen Streckenstoß im Steinsalz eine steilstehende etwa 30 cm breite Kluft angefahren, die mit Lauge erfüllt war und längere Zeit die Lauge ohne erkennbaren Druck ausfließen ließ. Als man bald darauf vom westlichen Füllort die gekrümmte Umbruchstrecke auffuhr, wurde mit dieser in derselben Steinsalzschicht, ebenfalls am südlichen Stoss, eine ähnlich steile laugenführende Kluft von 60 cm Breite, die nach oben schmäler wurde, angetroffen; ansonsten zeigten sich daneben zahlreiche kleinere Klüfte und Poren, die über die Firste und Sohle zum nördlichen Streckenstoß hinübersetzten. In der Lauge der großen Kluft wurden schlammiger Kieserit und große Steinsalzkristalle vorgefunden. Die Lauge floss ohne erkennbaren Druck zunächst in beträchtlicher Menge ab, ließ dann bald nach, blieb jedoch dauernd am Fließen“.
| Datum     | MgCl2   | MgSO4 | KCl   | NaCl    |
| --------- | ------- | ----- | ----- | ------- |
| 1905–1912 | 31–32 % | 4–6 % | 2–3 % | 0,8–3 % |
| 1913–1915 | 29–32 % | 5–6 % | 3–5 % | 0,8–3 % |

Weitere Laugenstellen im Grubengebäude waren stets an den gleichen stratigraphischen Horizont gebunden. So bei 430 m Teufe in der Schachtröhre (vergl. Abbildung „Seigerrissliche Darstellung der Lage der Laugen-Zuflussstelle am Schacht“Friedrich-Franz„Lübtheen“, oben rechts). Hier waren die angetroffenen Klüfte bis 10 cm breit. An dieser Stelle war die Schachtmauerung auch in der Folge ständig undicht. Des Weiteren sei auch die Laugenstelle im südwestlich vom Schacht gelegenen Gesenk bei Teufe 446 m erwähnt. Hier betrugen die Zuflüsse anfangs 1–1,2 l/min; sie gingen später aber gänzlich zurück. Der Bereich wurde später zugemauert.
Letztlich war sogar Lauge im selben Horizont am westlichen Stoß der nach Nordosten getriebenen 600-m-Sohle angetroffen worden (etwa 5 Liter in mehreren Wochen. Zusammensetzung: 36 % MgCl2; 3 % MgSO4; 2 % KCL; 1 % NaCl). Von 1905 bis 1912 waren die Zuflüsse der Laugenstelle in der Schachtumbruchstrecke der 430-m-Sohle mit 0,3–0,5 l/min und Sättigungswerten von durchschnittlich 31–32 % MgCl2; 4–6 % MgSO4; 2–3 % KCL; 0,8–3 % NaCl relativ konstant (siehe nebenstehende Tabelle):
Nach einer Befahrung der Gruben- und Tagesanlagen vom 29. Juni 1912 verfügte Bergrat Prof. Dr. Tübben:
„1. Verlegung der Abbaugrenze von 430 m auf 463 m unter Tage. 2. Verstärkung der Schachtsicherheitspfeiler von 50 m auf 100 m Radius. 3. Versatz des Steinsalzabbaus nordöstlich des Schachtes und möglichste Beschränkung des zukünftigen Steinsalzabbaus auf die westlich des Schachtes gelegene Seite der Grubenbaue. 4. Dichter Versatz der Abbaue I und II oberhalb der 430-m-Sohle bis in die Firste. 5. Verstärkte regelmäßige Kontrolle des Schachtausbaus“.
Diese Maßnahmen führten auch zu einer vorübergehenden Beruhigung der Zuflussaktivitäten. Bis Mai 1915 sind sogar nur etwa 0,16 l/min registriert worden. Im Juni 1915 stiegen sie auf 0,4 l/min; im Dezember des gleichen Jahres lagen sie aber bereits bei 2,7 l/min. Der Gehalt an MgCl2 ging von vorher durchschnittlich 29 % auf 18–19 % zurück. Dafür stieg der Gehalt von MgSO4 von vorher durchschnittlich 5–6 % auf über 9 %, das KCl von vorher durchschnittlich 3–5 % auf 8 % und das NaCl von vorher durchschnittlich 1–3 % auf 4–7 % an. Die Dichte blieb mit 1,30 g/ml nahezu konstant.
Zur Bekämpfung der Zuflüsse wurden Bohrlöcher in die Kluftzonen gestoßen und Magnesiazement eingepresst. Auch wurden umfangreiche Klinkerabdämmungen in der Schachtumbruchstrecke und den umliegenden Bereichen eingebracht. Doch die anstehenden Lösungen bahnten sich einen Weg um diese herum und traten letztlich durch den liegenden Carnallitit im Schacht aus. Nun versuchte man durch Anlegen einer 418-m-Hilfssohle die Zuflüsse oberhalb der 430-m-Sohle fassen und abdämmen zu können. Zu diesem Zweck schlug man auf der 430-m-Sohle einen Hochbruch an. Am 5. Juni 1916 erreichte man auch die Hauptkluft. Es wurden zunächst 6 l/min, später 109 l/min Zuflüsse registriert. Am 11. Juni 1916 war der erste Mauerdamm fertiggestellt. Nach einem Bericht des Bergamtes war dieser jedoch am 8. August 1916 bei einem anstehenden Druck von 25 bar undicht geworden; es flossen 10–12 l/min Salzlösung zu. Man errichtete weitere Dämme, zuletzt einen aus Eichenholz. Die Zuflüsse betrugen am 26. August 1916 170 l/min und am 17. September 1916 235–250 l/min. Durch die Drosselung der Zuflüsse auf der 418-m-Hilfssohle stiegen wiederum die Zuflüsse auf der 430-m-Umbruchstrecke an.
In einem Betriebsplannachtrag vom 3. Oktober 1916 entschloss sich die Betriebsleitung den Tübbingausbau von bisher 394,84 m auf 480 m herabzuziehen; später sogar eventuell bis unter die 500-m-Sohle. Doch die Laugenaustritte in der Schachtröhre bei 430 m Teufe ließen gleiche Hinterspülungen der Schachtmauerung befürchten, sodass das Verlassen der 500- und 600-m-Sohlen bergamtlich angeordnet wurde. Ab 14. Oktober 1916 wurde – neben den umfangreichen Laugenbekämpfungsarbeiten – nur noch von der 430-m-Sohle gefördert. Die Zuflüsse betrugen bis zu 700 l/min. In einem weiteren Betriebsplannachtrag vom 12. Oktober 1916 beantragte letztlich die Betriebsleitung: „Der Schacht wird von 430–600 m Teufe preisgegeben und oberhalb gegen Wasserzutritt abgeschlossen. Dazu wird von 410–390 m ein Betonklotz eingebracht, der in den Fuß des Tübbingausbaus hineingreift. In den Betonklotz wird ein Standrohr mit Hahn eingesetzt“. Anschließend sollte bei 370 m Teufe im Carnallit ein Füllort angesetzt und die Lagerstätte in westlicher Richtung neu erschlossen werden.
Einem Schreiben des Oberbergrates Duszinski an Bergrat Tübben vom 4. November 1916 ist zu entnehmen, dass Tübben noch die Hoffnung hatte, dass die zusitzenden Salzlösungen hochgesättigt wären. Denn hier heißt es: „Sie nehmen an, daß die Lauge die Baue nur allmählich auffüllen werden und hoffen, daß dadurch die Lauge nicht nennenswert süßer werden wird. Diese Hoffnung gründen Sie auf den Umstand, daß bis zuletzt die Analysen völlige Sättigung der zufließenden Lauge an Steinsalz ergeben haben und in dem Gipsgebirge gewaltige Mengen von Salzwasser enthalten sein müssen, da Jahre hindurch die ganzen Kieserit-Waschwasser der chemischen Fabrik, die hoch kochsalzhaltig sind, in den Gipsbruch geleitet worden sind, wo sie verschwanden“.
Am 25. November 1916 wird dem Bergamt berichtet, dass bereits mehrere Meter des Betonklotzes von 410 m aufwärts eingebracht worden sind. Die Lauge auf den unteren Sohlen nimmt langsam zu und hat die 500-m-Sohle noch nicht erreicht (Zuflüsse am 3. Dezember 1916 ca. 3 m3/min). Das Gesamthohlraumvolumen der Schachtanlage Friedrich Franz betrug zu dieser Zeit circa 320 Tm3.
In der Nacht vom 8. zum 9. Dezember 1916 (zwischen 22 und 3 Uhr) wurden in der Stadt Lübtheen und Umgebung starke unterirdische Geräusche wahrgenommen. Um 1 Uhr wurde ein einzelner sehr starker Erdstoss mit scharfen knackenden Ton registriert. Der Wasserspiegel im Schacht wurde am 9. Dezember 1916 um 9:30 Uhr bei 200 m, um 11 Uhr bei 50 m angelotet.
Neben Bodenbewegungen wurde auch das Absinken des Grundwassers bis 2 m beobachtet. Der Wasserstand im ca. 1,5 km entfernten See in Probst Jesar (durch Erdfall entstanden) sank um ca. 10 cm. Die Bodenbewegungen am Friedrich-Franz-Schacht traten hauptsächlich dort ein, wo schon im Juli 1912, beim Ersaufen der benachbarten Schachtanlage Herzog-Regent Jessenitz, solche aufgetreten waren, so z. B. über dem ehemaligen Gipsbruch und an dessen Rändern. Die Tiefe dieser kleinen Erdfälle betrug ca. 2 m. Am Zechenhaus, an der Salzmühle, am Fördermaschinen- und am Kesselhaus wurden Gebäudeschäden registriert. In der Ortschaft Probst Jesar traten ebenfalls Erdfälle auf, so am Westrand des Sees. Auf einigen Fluren bildeten sich zahlreiche kleine und vereinzelt auch starke Risse, welche vornehmlich in ost-westlicher Richtung verliefen. Stark beschädigt wurden die Häuser der Bürger Burmeister und Prosch.
Bei der Befahrung des Schachtareals durch das Bergamt am 14. Dezember 1916 konnte der Förderkorb ungehindert bis zum 25 m starken Betonklotz heruntergelassen werden, sodass dessen Lage als unverändert erschien. Man vermutete zunächst, dass der Schacht durch Undichtigkeiten der Tübbingsäule infolge Beschädigung oder Zerstörung derselbigen bzw. der untersten Pikotagefuge oberhalb des Betonklotzes ersoffen sei. Später – auf einer Sitzung der Verteilungsstelle für die Kaliindustrie am 19. Dezember 1916 – erklärte die Werksverwaltung, dass der Einbruch des Wassers durch das Zerbersten des Salzgebirges zwischen der Kluftsohle und dem Schacht herbeigeführt worden ist. Durch diese Gebirgsbewegungen sei der unterste Teil des Schachtes zusammengebrochen. Aus diesen Gründen wurde das Sümpfen der Schachtanlage als aussichtslos verworfen. Der Autor dieses Artikels hält es als ebenso für wahrscheinlich, dass die plötzlich verstärkten Zuflüsse aus dem Bereich der seit längerer Zeit bekannten und stratigraphisch gleichen Stelle am Schacht bei Teufe 430 m, also unmittelbar am Füllort der I. Sohle austraten.

### Die Laugenzutritte im Grubenfeld Conow
Etwa 45 m vom Hauptschacht, in der Streichenden Strecke I nach Westen, 380-m-Sohle, bemerkte man am 13. Oktober 1913 einen ersten Laugenzufluss (anfänglich 0,2 Liter pro Stunde; später etwa 4,5 Liter pro Tag). Aus den Erfahrungen beim Betrieb des benachbarten Kaliwerkes Lübtheen wurde wegen der im Hangenden zu erwartenden weiteren Laugenzuflüsse vom Abbau dieses Sylvinitlagers Abstand genommen.
Weitere archivierte Angaben über Laugenzuflüsse datieren in das Jahr 1915 (8. Oktober 1915: II. Sohle, Nördlicher Querschlag).
Wie weiter hier berichtet wird, war am 23. Februar 1916 in einer Horizontalbohrung zur Erkundung der Lagerstätte (III. Sohle, Bohrloch nach Süden) bei einer Endteufe von 239,4 m im Anhydrit ein Laugenzufluss festgestellt worden. Zur Abdichtung desselben wurden 12 Sack Zement eingepresst.
Das Auftreten von Lauge in einer Untersuchungsstrecke im Südostfeld der 580-m-Sohle im Jahre 1924 veranlasste die Bergwerksverwaltung zur sofortigen Einstellung jeglicher Sprengarbeiten in diesem Revier. Dies betraf die Abbaue 7, 9 und 11.
Abdämmungsmaßnahmen wurden zwar vorbereitet (Mauerdamm), jedoch nach Rückgang der Laugenzuflüsse nicht fertiggestellt.
„Da der Laugenaustritt am 21. Dezember 1924 nur 0,03 – 0,06 l/h beträgt, braucht der Mauerdamm nur bis etwa 3/4 m hoch gemauert werden“.
Insgesamt belegt das Archivgut 23 solcher Laugenvorkommen innerhalb des Grubengebäudes, allein 10 aus Horizontalbohrlöchern. Die Schüttungen waren teils erheblich. Da Auslaufcharakteristika und auch Angaben zum Chemismus dieser Laugenzuflüsse zumeist fehlen, lässt sich nicht zweifelsfrei deren Herkunft nachweisen. Ein Großteil waren sicher sogenannte „Rest- und Umschmelzungslaugen“. Sie sind für eine weitere Beurteilung der Langzeitsicherheit der Schachtanlage uninteressant.
Hier folgend sind alle Laugenstellen in den Conower Grubenbauen aufgelistet:
| Lfd. Nr. | Betriebspunkt | Gebirge | Zuflusszeit                                                        | Ausflussmenge; Laugenanalyse (l/d = Liter pro Tag; l/h = Liter pro Stunde) | Bemerkungen |  |
| -------- | --- | --- | ------------------------------------------------------------------ | --- | --- |  |
| 1        | Schachtröhre | Übergangszone Gips-Steinsalz, Teufe 143,5 bis 166,5 m | Etwa von 1919 bis 1922 (Abdichtungsarbeiten bis 14. Dezember 1922) | Zuflüsse tropfenweise, keine Spritzer; Mengenangaben fehlen. Analysedaten fehlen; Dichte etwa 1,2 g/cm3 | Sinterabsturz am 9. März 1922. Beseitigung der Zuflüsse durch Einpressen von ca. 25 t Magnesit hinter die Tübbings |  |
| 2        | Streichende Strecke I nach Westen, 380-m-Sohle                                                                    | Hartsalz / Sylvin | 13. Oktober 1913 bis Anfang 1914                                   | 13. Oktober 1913 = 4,5 l/d; 3. November 1913 = 0,9 l/d; 9. November 1913 = 0,8 l/d; 28. November 1913 = 0,5 l/d. Laugenanalyse fehlt | keine |  |
| 3        | Versuchsstrecke nach Süden, 580-m-Sohle, Horizontalbohrung nach Süden                                             | 234,80 bis 235,80 m Anhydrit; 235,80 bis 238,30 m schwarzer Salzton | 31. Januar bis 24. Februar 1916                                    | Anfangs 432 l/d. Laugenanalyse fehlt | Am 24. Februar 1916 durch Einpressen von 16 Sack Zement abgedichtet. |  |
| 4        | Seitenort 1 nach Osten, 580-m-Sohle, Horizontalbohrung nach Osten                                                 | 41,65 bis 42,00 m Steinsalz, wasserhell; 42,00 bis 42,15 m Steinsalz, dunkel, mit Anhydrit durchsetzt, 42,15 bis 48,95 m Anhydrit                                                                        | 23. bis 25. Mai 1916                                               | 23. Mai 1916 = 1730 l/d; 24. Mai 1916 = 9180 l/d; 25. Mai 1916 = 8230 l/d; Laugenanalyse fehlt | Am 26. Mai 1916 vermutlich mit Zement abgedichtet |  |
| 5        | Streichende Oststrecke, 580-m-Sohle, Horizontalbohrloch 2 nach Süden                                              | 261,80 bis 271,30 m helles Jüngeres Steinsalz mit eingelagerten schrägen Anhydritschnüren | 16. Januar 1917 bis März 1917                                      | 16. Januar 1917 = 0,1 l/d; 15. März 1917 = 0,1 l/d; Laugenanalyse fehlt, Dichte 1,288 g/cm3; MgCl2 25,8 % | keine |  |
| 6        | Hartsalzabbau II nach Osten, 580-m-Sohle                                                                          | Grobkristallisches Steinsalz, stellenweise blau, mit Carnallitspuren und Salztoneinlagerungen | 4. Januar 1919 bis ?                                               | Mengenangaben fehlen; 1 m2 große „feuchte“ Stelle, kein Abtropfen. Ab 9. Januar 1919 völlig trocken | keine |  |
| 7        | Östliche Kammer bei Blindschacht I, 580-m-Sohle, Horizontalbohrung nach Osten                                     | 10,20 bis 62,00 m Anhydrit, 62,00 bis 68,00 m Salzton, Bohrloch bei 269 m im Steinsalz eingestellt | 10. bis 16. Januar 1919                                            | Insgesamt 500 Liter Lauge und 250 Liter dünner Magnesiazement; Laugenanalyse fehlt | Beim Verfüllen des Bohrlochs mit Magnesiazement wurde der Laugenzutritt, vermutlich im Anhydritbereich ausgelöst |  |
| 8        | Schachtfüllort 480-m-Sohle Richtung Nordost                                                                       | nicht angegeben, vermutlich 2 alte Bohrlöcher | 14. April bis Juni 1919                                            | Westliches Bohrloch: ein Probenglas in 36 Stunden; östliches Bohrloch: ein Probenglas in 28 Stunden; Laugenanalyse fehlt | Nach dem Entfernen einer Sinterkruste zeigte sich der Laugenzufluss; abgedichtet mit Magnesiazement im Juli 1919 |  |
| 9        | Lager A, Abbau 1 West, 706-m-Sohle                                                                                | Hartsalz, bei 50 m Abbaulänge am Südstoß in einem 4 m tiefem Vorbohrloch | 10. Mai 1919 – ?                                                   | Feuchtigkeit im Bohrloch mit Knistergeräusch; Laugenanalyse fehlt | keine |  |
| 10       | Schachtfüllort 706-m-Sohle, Horizontalbohrung nach Nordost                                                        | 0 bis 59,2 m Steinsalz, 59,2 bis 60,9 m Rachel, 60,9 bis 133,5 m Steinsalz mit Anhydrit | 18. Juli 1919 bis 16. Februar 1920                                 | Am 18. Juli 1919 = 1500 l/d, danach bis 24. Juli 1919 = 480 l/d, ab 25. Juli 1919 trocken. Seit Mitte November 1919 Austritt grünlich gefärbter Lauge, Menge etwa 16 l/d. 5. Dezember 1919 = 17,2 l/d, 8. Dezember 1919 = 12,5 l/d, 9. Dezember 1919 = 11,9 l/d, danach kontinuierlich abgesunken bis auf 6,8 l/d am 16. Februar 1920; Laugenanalyse fehlt | Ruckartiges Austreten der Lauge, brodelndes Geräusch, Gasaustritt. Abgedichtet mit Magnesiazement am 16. Februar 1920 |  |
| 11       | Durchhieb zum Lager A, 706-m-Sohle                                                                                | Hartsalz | 6. Januar 1920 – ?                                                 | Ausfluss gering; Laugenanalyse fehlt | In der Streckenmitte wurde in einem Bohrloch Lauge und Gas in geringen Mengen erbohrt |  |
| 12       | Parallelstrecke nach Westen, 645-m-Sohle                                                                          | Steinsalz | 20. April 1920 – ?                                                 | 20. April 1920 = 4–5 l/h, nach 1 h auf ganz geringe Mengen zurückgegangen. Analyse: KCl = 2,15 %; MgSO4 = 1,2 %; MgCl2 = 38,95 %; NaCl = 9,6 %; Brom = 4,73 %; Dichte = 1,315 g/cm3 | Bei 18 m Streckenlänge am westlichen Stoß beim 2. Sohlenloch zuerst Feuchtigkeit, später Steigerung auf Laugenausfluss mit Kohlenwasserstoff-Gasaustritt (brodelndes Geräusch) |  |
| 13       | Parallelstrecke nach Westen, 645-m-Sohle                                                                          | Carnallitit (?) | August 1921                                                        | Mengenangaben fehlen; sogenannte „feuchte“ Stelle, kein Abtropfen; Laugenanalyse fehlt | Bei circa 40 m Streckenlänge „feuchte“ Stelle in der First |  |
| 14       | Abbau 1 Osten, Lager A, 706-m-Sohle, Horizontalbohrung nach Norden                                                | 0 bis 1,2 m Hartsalz, 1,2 bis 18,9 m Steinsalz, 18,9 bis 19,5 m Carnallit | 31. März 1924 bis 9. Januar 1925                                   | Wechselhafte/sporadische geringe Schüttung, danach teils trocken, teils 1 bis 3 cm3/h. Endgültig trocken ab Juni 1925. Mengen: 1. April 1924 = 0,504 l/h, 10. April 1924 = 0,284 l/h, 22. April 1924 = 0,146 l/h, 30. April 1924 = 0,050 l/h. Lauge soll voll gesättigt gewesen sein (Eintragung vom 3. Mai 1924); Dichte am 17. Juni 1924 bei 0,132 l/h = 1,318 g/cm3 | keine |  |
| 15       | Mächtigkeitsquerschlag nach Süden im geplanten Abbau 13 Osten, Lager C, 580-m-Sohle                               | 0–0,5 m Carnallit; 0,5–1,0 m Carnallit mit Steinsalz; 1,0–2,0 m Steinsalz | Vom 14. April 1924 bis zur Stilllegung des Bergwerks               | Am 15. April 1924 = 0,018 l/h; 17. April 1924 = 0,026 l/h; 24. April 1924 = 0,020 l/h; 30. April 1924 = 0,016 l/h. Analyse: KCl 3–4 %; CaCl2 0,1–0,2 %; MgCl2 33–35 %; NaCl 2–4 %; Brom 2–3,5 g/l; spektralanalytisch wurde Lithium festgestellt | Querschlagslänge 10 m; Vorbohrloch 1 m über Sohle, 2 m tief; hörbarer Austritt von Gas. Das ist Laugenstelle A 1 (siehe Abb.: Laugenstellen, folgend) |  |
| 16       | Querschlag vom Pfeiler 9/11 Osten, Lager C, 580-m-Sohle                                                           | Carnallit (Übergang zum Anhydrit) | Vom 31. März 1924 bis zur Stilllegung des Bergwerks                | Am 4. April 1924 = 0,555 l/h; 5. April 1924 = 2,800 l/h; 7. April 1924 = 1,412 l/h; 8. April 1924 = 1,636 l/h; 9. April 1924 = 1,091 l/h; 10. April 1924 = 0,900 l/h; 12. April 1924 = 0,070 l/h; 22. April 1924 = 0,014 l/h; 30. April 1924 = 0,073 l/h. 8 Analysen vom 31. März–8. April 1924: KCl von 4,47 % zunehmend auf 5,24 %; MgSO4 Spuren; MgCl2 von 28,33 % abnehmend auf 27,96 %; NaCl von 7,81 % zunehmend auf 7,96 %; Brom und Lithium immer nachweisbar.                    | Bei circa 16 m Querschlagslänge beim Abbohren des Abschlages wurde der Zufluss angebohrt; auch Austritt von Stickstoffgas. Am 28. November 1924 stärkerer Gasaustritt, nebelförmig. Bis 30. Dezember 1924 wechselnde Stärke des Gasaustritts. Gasanalyse: 5 % Sauerstoff, 11,3 % Wasserstoff, 5,0 % Methan, 78,7 % Stickstoff. Das ist Laugenstelle A |  |
| 17       | Streichende Strecke nach Westen, Lager C, 580-m-Sohle, Horizontalbohrung nach Süden                               | 70,2–70,6 m steinsalzverkeilter Anhydrit, 70,6–80,1 m helles Steinsalz mit Kieserit und Anhydritschnüren, 80,1–82,0 m kompakter Anhydrit. Bei dieser Teufe wurde die Bohrung im Februar 1924 eingestellt | Vom 15. Mai 1924 bis zur Stilllegung des Bergwerks                 | Vom 15.–22. Mai 1925 = 0,002 l/h; Laugenanalysen fehlen | keine, das ist Laugenstelle A 2, eine sogenannte „Auströpfelung“ mit gleichen chemischen Parametern wie unter lfd. Nr. 15 |  |
| 18       | Lager B Westflügel, 580-m-Sohle, Horizontalbohrung nach Westen                                                    | 0–180 m weißes Steinsalz | 1. bis 30. August 1924                                             | Ausflussmenge insgesamt 0,21 l; danach einige Tropfen pro Tag; Laugenanalysen fehlen | keine |  |
| 19       | Seilbahnstrecke am Blindschacht II, 580-m-Sohle, Horizontalbohrung nach Norden                                    | 0–62,3 m Steinsalz, 62,3–64,4 m Salzton, 64,4–72,0 m Anhydrit | 4. November 1924 bis Oktober 1925                                  | In 10 Tagen etwa 0,2 l; Oktober 1925 insgesamt ca. 0,8 l; Laugenanalysen fehlen | keine |  |
| 20       | Streichende Strecke nach Osten, Lager A, 480-m-Sohle, Horizontalbohrung am Ende der Strecke in südlicher Richtung | 14,3–21,0 m Anhydrit mit Steinsalz, 27,0–32,9 m Carnallit, nach mehreren Hartsalz- und Kainitfolgen bei 85,0 m im hellen Steinsalz eingestellt                                                           | 2. Februar 1925 bis September 1925                                 | In einem Monat etwa 0,2 l Tropflauge; Laugenanalysen fehlen | Eine seit Jahren bestehende Horizontalbohrung, welche bis dahin absolut trocken war |  |
| 21       | Abbau 11, Lager C, 580-m-Sohle, am südlichen Stoß                                                                 | Carnallit | 28. April 1925 bis Januar 1926                                     | Vom 28. April–27. Mai 1925 etwa 0,2 l; 9. Oktober–24. November 1925 etwa 0,290 l; Laugenanalysen fehlen | keine, das ist Laugenstelle A 3 |  |
| 22       | Querschlag zur Bergemühle, Teilsohle A, 645-m-Sohle, linker Stoß bei Streckenlänge 7,0 m                          | Steinsalz | 3. Juni 1925–Oktober 1925                                          | In einem Monat etwa 0,2 l Tropflauge; Laugenanalysen fehlen | Austritt am frisch geschossenen Stoß |  |
| 23       | Hauptquerschlag nach Süden, 580-m-Sohle, 54 m südlich vom Hauptschacht, östlicher Stoß auf 3,60 m Länge           | Steinsalz mit Carnallitspuren | Vom 24. November 1925 bis zur Stilllegung des Bergwerks            | Am 26. November 1925 = 0,240 l/d; 27. November 1925 = 0,480 l/d; 28. November 1925 = 0,450 l/d; 29. November 1925 = 0,240 l/d; 30. November 1925 = 0,240 l/d; Analysen vom 26.–30. November 1925: KCl von 0,40 % abnehmend auf 0,21 %; MgSO4 von 1,32 % zunehmend auf 1,68 %; CaCl2 nicht nachweisbar bzw. Spuren; MgCl2 von 44,85 % abnehmend auf 44,27 %; NaCl von 0,00 % zunehmend auf 2,32 %; Brom von 7,22 % zunehmend auf 8,88 %. Spez. Gewicht von 1,350 zunehmend auf 1,353 g/cm3 | Zahlreiche Tropfstellen; am 24. November 1925 nach zweitägiger Betriebspause entdeckt |  |

Hingegen ist der Laugenaustritt aus einer Horizontalbohrung in der Versuchsstrecke nach Süden der 480-m-Sohle bedeutsamer (Streichende Strecke nach Osten, Lager A, 480-m-Sohle, Horizontalbohrung am Ende der Strecke in südlicher Richtung; Nr. 20 in nachstehender Tabelle). Diese Bohrung durchteufte ein Carnallitlager von 5,9 m Mächtigkeit, welches vermutlich im weiteren Verlauf nach Süden umschwenkte. Vor diesem Carnallitlager wurde bei Teufe 14,3 m Anhydrit, durchsetzt mit Steinsalz, erbohrt. Diese bis dato unverfüllte Bohrung war fast 10 Jahre lang trocken, bis plötzlich Lauge austrat.
Es ist wahrscheinlich, dass dieser Zufluss durch gebirgsmechanische Auswirkungen der Abbaue C.3.0st und C.4.0st sowie besonders des gesamten südöstlichen Baufeldes der darunter befindlichen 580-m-Sohle ausgelöst wurde. Es ist offensichtlich die gleiche Anhydritschicht, in welcher auch die Laugenstellen A, A 1 und A 2 (vergleiche in obiger Tabelle) vorkommen. Von letzteren Laugenstellen wurde durch Untersuchungen der Erda-A.G., Institut für angewandte Geophysik Göttingen im Dezember 1924 eine Verbindung zu den Salzwässern des Gipshutes festgestellt. Der Nachweis von CaCl2 in den Laugen bestätigte seinerzeit die Richtigkeit der geophysikalischen Untersuchungsergebnisse. Nach dem Auftreten dieser Laugenzuflüsse wurden durch bergamtliche Verfügung sofort alle weiteren Gewinnungsarbeiten im südöstlichen Baufeld der 580-m-Sohle untersagt.
Noch kritischer ist jedoch diese Tagebucheintragung des letzten Betriebsführers Erwin von Boremski zu werten: „Am 24.XI.25 wurde nach zweitägiger Betriebsruhe gleich nach der Einfahrt morgens 7 Uhr im Hauptquerschlag n. Süden III. Sohle, 54 m südlich des Schachtes am östlichen Streckenstoß eine Tropfstelle bemerkt. Die Lauge tritt an vielen kleinen Stellen in einer Breite v. 3,60 m als feuchter Beschlag des Stoßes aus. An der Streckenfirste ist keine Feuchtigkeit zu bemerken. 30 cm über der Sohle wurde eine Rille in den Stoß gehackt und Bleche durch Verstreichen mit Magnesit angebracht“. Eine Analyse der bis tagsdarauf aufgefangenen Lauge erbrachte volle MgCl2-Sättigung bei einer Dichte von 1,350 g/cm3 (aufgefangen wurden in 18 Stunden 240 cm3).
In einem Vermerk des Bergamtes vom 26. Juli 1926 heißt es u. a.: „Die Zuflüsse haben bis zur Einstellung des Grubenbetriebes nicht aufgehört, sondern bestehen noch jetzt in der gleichen Zusammensetzung fort. Im Dezember 1925 (gemeint ist der zuvor beschriebene Zufluss vom 24. November 1925) ist auf derselben Sohle ein neuer Ausfluss an einer anderen Stelle und zwar in gefährlicher Nähe des Schachtes aufgetreten. Die unterzeichnete Behörde steht es nicht an, zu erklären, dass seit Eintritt dieser Umstände – die eine den Gebirgsbau der mecklenburgischen Kalisalzlager begründete besondere Laugengefährdung zu erweisen scheinen – auf eine lange Lebensdauer des Kaliwerkes Conow nicht mehr zu hoffen war, dass vielmehr die Wahrscheinlichkeit einer Verschlimmerung der Zuflüsse und somit, da Absperrmaßnahmen erfahrungsgemäß wenig Erfolg versprechen, eines Ersaufens der Grubenbaue nahegerückt war“.
Im Widerspruch zu dieser bergamtlichen Ansicht steht ein Bericht des letzten Betriebsführers der Schachtanlage Conow, Erwin von Boremski, an die Landesregierung vom 6. Oktober 1947: „Alles in allem kann gesagt werden, daß der Wiederinbetriebnahme des Werkes theoretisch keine nennenswerten Hindernisse entgegenstehen“.
Bei der Beurteilung dieser Ansicht ist zu berücksichtigen, dass v. Boremski (im Kaliwerk tätig seit 1913 bis zur Flutung der Grubenbaue; anfangs als Steiger, zuletzt als verantwortlicher Betriebsführer) sehr erfahren war und natürlich auch die Laugensituation und deren Prognose einzuschätzen wusste. Sein Bericht an die neue Landesregierung gliedert sich in „1.) Die Stilllegung des Kali-Werkes Conow 2.) über den vermutlichen Zustand der Grubenbaue 3.) über die Möglichkeit einer Wiederinbetriebnahme dieser Anlagen 4.) über die Ergiebigkeit der Salzlager“.
Bergrat Ernst Fulda erstattete als Sachbearbeiter der Preußischen Geologischen Landesanstalt mit Datum vom 14. August 1936 ein umfangreiches „Gutachten über die Sicherheit der Tagesoberfläche bei den Kaliwerken Friedrich Franz, Jessenitz und Conow in Mecklenburg“ für den Reichs- und Preussischen Wirtschaftsminister gemäß dessen Erlass vom 4. Juni 1936 _III 4588/36. Hierin beschreibt er den Salzstock von Lübtheen sowie die Sicherheit der Tagesoberfläche bei den Kaliwerken Friedrich Franz, Jessenitz und Conow.

## Diskussion der Recherche-Ergebnisse
Eine Bemerkung vorweg: Die folgende Auswertung der Salzlösungszuflüsse und ihrer Wegsamkeiten in den ersoffenen bzw. mit NaCl-Lösungen gefluteten Kali- und Steinsalzbergwerken Mecklenburgs stützt sich auf das zur Verfügung stehende umfangreiche Archivgut und der zugänglichen Literatur. Daraus aber Schlussfolgerungen für die Bewertung der Einlagerungssicherheit von kontaminierten Stoffen in anderen Salzstrukturen Deutschlands zu ziehen, ist nicht Absicht dieses Wikipedia-Artikels. Eine solche Einschätzung kann nicht pauschal gefällt werden, sondern sollte sich dem speziellen Einzelfall widmen. Unstrittig ist aber wohl inzwischen, dass die in der Vergangenheit getätigte Umwidmung von ursprünglichen Gewinnungsbergwerken zu „Verwahrungsbergwerken“ sich als äußerst problematisch, wenn nicht gar gefährlich erwiesen hat.
Eine vergleichende Betrachtung der Laugensituation der auf diesen Salzstöcken bauenden Gruben ist insofern geboten, haben doch beide Salzstöcke die annähernd gleiche Genese und liegen nur etwa 20 km voneinander entfernt. Ersterer ist bis zur Tagesoberfläche aufgestiegen; sein ihn einst bedeckender Hauptanhydrit ist zum Caprock (Gipshut) umgewandelt. Nach Geinitz sind seine Flanken nahezu senkrecht und zeigen ringsum die gleiche Ausbildung sowohl der salinaren als auch der aufgeschleppten Schichtenfolgen. Die Höhendifferenz beider Salzspiegel ist mit 125 m doch recht beträchtlich.
Rückschließend auf das Auftreten von Laugen und Wässern während des Abteufens und der Grubenauffahrungen der Schächte „Herzog Regent“ und „Friedrich Franz“ einerseits sowie des Schachtes „Conow“ andererseits ist ein Zusammenhang mit der aufstiegsbedingten Deformation der salinaren Ablagerungen signifikant. Das Kluft- und Risssystem – die sogenannten Wegsamkeiten – innerhalb des bis zur Tagesoberfläche reichenden Lübtheen-Jessenitzer Diapirs ist weitaus ausgeprägter als das des Conowers. Bei beiden sind jedoch die tektonischen Störungen ausgeprägter, je näher man sich dem Randbereich dieser Salzstöcke nähert. Leider liefert die vorhandene Reflexionsseismik hierüber keine Details zur Flankenausbildung der Diapire. Die präferenziellen Fließwege der Laugen und Wässer sind kluft- und störungsgebunden und nicht vornehmlich in den relativ spröden Anhydriten und im Gipskarst zu finden. Das Deformations- und Bruchgeschehen greift auch auf solche Salzgesteine über, die unter Druck eine gewisse Plastizität zeigen, wie z. B. Steinsalze, Sylvinite und Carnallitite. Sobald sich in diesen Schichten jedoch Einlagerungen wie Tone und Anhydrite befinden, sind auch diese inhomogen.
| Datum            | Zuflussmenge                  | Laugenkonzentration                    |
| ---------------- | ----------------------------- | -------------------------------------- |
| 1905             | 0,16 l/min                    | spez. Gewicht 1,3 g/cm3 bei 32 % MgCl2 |
| 1915             | 0,7 l/min                     | 30 % MgCl2                             |
| Januar 1916      | 2,5 l/min                     | 18 % MgCl2                             |
| September 1916   | 250 l/min                     | 1 % MgCl2 und 25–28 % NaCl             |
| 4. Oktober 1916  | 600 l/min                     | keine Angaben                          |
| 8. Dezember 1916 | Schacht an einem Tag ersoffen | keine Angaben                          |

Beinahe alle Laugenzuflüsse im Grubenfeld des „Friedrich-Franz-Schachtes“ Lübtheen stammen aus ein und demselben geologischen Horizont, einer circa 4 m unterhalb des unteren Kalilagers vorhandenen langbeinitisch-sylvinitischen Übergangsschicht vom Staßfurt-Steinsalz (Na 2) zum Kaliflöz Staßfurt (K 2). Das heißt, dass in ansonsten auf salinare Tektonik gefügeplastisch reagierende salinare Schichten sich durch Salz-Umbildungsprozesse dennoch Wegsamkeiten entwickeln können. Diese, sich bis zum Salzspiegel respektive den Grundwässern ausweitenden Wegsamkeiten waren und wären auch heute nicht mehr abzudämmen. Die physikochemische / hydrogeochemische Entwicklung des letztlich zum Ersaufen führenden Laugenzuflusses in das Grubengebäude Lübtheen zeigt das „klassische“ Bild einer steten Abnahme des MgCl2-Gehaltes bei Zunahme des NaCl-Gehaltes und natürlich der Zuflussmengen (siehe nebenstehende Tabelle).
Im Grubenfeld der Schachtanlage Jessenitz wurde bereits im Jahre 1902 in einer steil aufgerichteten Carnallititlage (auf der 542-m-Sohle) eine Laugenstelle angetroffen. Die zusitzenden Lösungen waren anfangs gesättigt. Baumert dokumentierte ihre Menge 1902 noch als Tropflauge mit einem MgCl2-Gehalt von 26,7 %. Im Jahre 1911 betrug die Schüttung schon 11 l/min; im Mai 1912 waren es 45 l/min, am 9. Juni 1912 schon das 10-Fache bei Abnahme des MgCl2-Gehaltes auf 15,9 %. Am 13. Juni 1912 betrug der Zufluss bis 250 l/min (MgCl2-Gehaltes sank auf 11,5 %), am 23. Juni 1912 waren es 2000 l/min (MgCl2-Gehalt 4,2 %). Tags darauf war die Grube innerhalb weniger Stunden ersoffen; der Wasserspiegel in der Schachtröhre pegelte sich bei Teufe 36 m ein. „Die Gründe, welche die Vernichtung beider Werke herbeigeführt haben, liegen offenbar in den Gefahren des stark wasserführenden mächtigen Gipshutes, die noch durch die langwierigen und schwierigen Schachtbauarbeiten, verbunden mit einem, durch ausgedehnte Sümpfungsarbeiten zermürbten Salzspiegel, vermehrt wurden. Dass eine Verbindung zwischen den wasserführenden Schichten im Gipshut mit dem Grundwasserspiegel bestand, ist ohne weiteres ersichtlich aus der Tatsache, dass nach dem Ersaufen von Jessenitz der Spiegel des etwa 1½ km² großen Sees in Probst-Jesar um 30 cm sich senkte und dabei verschiedene, starke Erdstöße auftraten“.
Wolf kommt bei Untersuchungen zum Subrosionsgeschehen im Stadtgebiet von Staßfurt zu der Aussage, dass „…ein Großteil der für das Deformations- und Bruchgeschehen verantwortlichen Störungen [werden] im Anhydrit und im Gipskarst zu finden sein. Verstärkt oder gar erst ausgelöst durch den Bergbau und die mit ihm verbundenen umfassenden Wasserhaltungsmaßnahmen kann es hier somit zu lokal stark variierenden Strömungsgeschwindigkeiten kommen, was starke partielle Subrosion des löslichen Materials und eine lokale Destabilisierung des Gipskarstes zur Folge haben kann“.
Auch der in manchen Salzlösungen vorkommende Gehalt an CaCl2 ist in den letzten Jahren neu bewertet worden. „Entgegen früheren Annahmen (z. B. Baumert, 1928) konnte nachgewiesen werden, dass CaCl2 auch innerhalb der Evaporitschichten bereits bei Temperaturen unter 100 °C durch die Reaktion konzentrierter MgCl2-Lösungen mit CaCO3-Verbindungen entsteht… In Salzablagerungen vorkommende CaCl2-haltige Lösungen sind somit kein eindeutiger Hinweis auf eine alle anderen Möglichkeiten ausschließende Herkunft der CaCl2-Komponente aus den Nachbargesteinen der Evaporite“.
| Datum             | Spez. Gewicht (g/ml) | KCl (Masse-%) | MgSO4 (Masse-%) | CaCl2 (Masse-%) | MgCl2 (Masse-%) | NaCl (Masse-%) | Brom (Masse-%) |
| ----------------- | -------------------- | ------------- | --------------- | --------------- | --------------- | -------------- | -------------- |
| 26. November 1925 | 1,350                | 0,40          | 1,32            | n.n.            | 44,85           | n.n.           | 7,22           |
| 27. November 1925 | 1,350                | 0,32          | 1,38            | n.n.            | 44,84           | 1,8            | 7,06           |
| 28. November 1925 | 1,350                | 0,32          | 1,44            | n.n.            | 45,12           | 0,83           | 7,85           |
| 29. November 1925 | 1,355                | 0,19          | 1,50            | Spuren          | 44,40           | 1,17           | 7,22           |
| 30. November 1925 | 1,353                | 0,21          | 1,68            | n.n.            | 44,27           | 2,32           | 8,88           |

Eine nahezu „klassische“ Restlauge (oder auch als Reliktlösung bezeichnet) ist die Salzlösung, welche im Grubengebäude der Schachtanlage Conow – im Hauptquerschlag nach Süden, in Schachtnähe auf der 580-m-Sohle – eintrat (siehe nebenstehende Tabelle). Die Beurteilung ihrer Genese basiert auf ihrem sehr hohen Bromgehalt. „Die geochemisch wichtigste Neben- bzw. Spurenkomponente der Chloridminerale und der salinaren Lösungen ist das aus dem Meerwasser stammende Brom bzw. Bromid. Bei der Eindunstung reichert sich Br in den konzentrierten Meerwasserlösungen an, da die Verteilungsfaktoren bBr = Br Mineral/Br Lösung für alle Chloridverbindungen < 1 sind. Die Beurteilung der Genese der Salzlösungen erfolgt mittels der absoluten Br-Gehalte“. Interessant an dieser Laugenzusammensetzung ist auch, dass kein CaCl2 nachgewiesen wurde, das ansonsten überwiegend der Indikator für eine vorhandene Wegsamkeit zum Caprock darstellt.
Bis auf zwei der archivierten Laugenanalysen (Laugenstellen Nr. 15 und 16 im Werk Conow) der in die drei mecklenburgischen Salzwerke eingetretenen Salzlösungen fehlen Angaben zum Gehalt an Lithium. Die Lösungsanalytik dieses Elements wird heute unter bestimmten Prämissen auch für die genetische und damit Gefährdungsrelevanz der Laugenzutritte genutzt.
Zu diskutieren wäre schließlich der bereits oben näher beschriebene Laugenzufluss im Hauptquerschlag der Schachtanlage Conow auf der 580-m-Sohle, nur 54 m südlich des Schachtes am östlichen Streckenstoß. Dieser Zufluss zeigte sich plötzlich am 24. November 1925, also Jahre nach der Auffahrung dieser Strecke.
Die Lauge trat an vielen kleinen Stellen in einer Breite von 3,60 m als feuchter Beschlag des Stoßes aus. Das zuständige Großherzogliche Mecklenburger Bergamt Hagenow äußerte sich dazu in einem Vermerk vom 26. Juli 1926 sehr pessimistisch zur weiteren Betriebssicherheit. Hingegen sah der letzte Betriebsführers der Schachtanlage Conow, Boremski, in einem Bericht an die Landesregierung vom 6. Oktober 1947 keinen Grund zur Wiederinbetriebnahme des Kaliwerkes nach deren Sümpfung.

## Glossar
1. ↑  Lauge: Bergmännischer Ausdruck. Im Salzbergbau verwendeter Begriff für in Grubenbaue eintretende Salzlösungen aus dem umgebenden Salinar unabhängig von der Genese, chemischen Zusammensetzung (gesättigte oder ungesättigte Laugen) und Zutrittsmenge ("Schüttung").
2. ↑  Ersaufen: Bergmännischer Ausdruck für das teilweise oder vollständige Volllaufen einer Schachtanlage durch Eindringen von Wasser bzw. Salzlösungen.